# Juncus striatus
Juncus striatus är en tågväxtart som beskrevs av Peder Kofod Anker Schousboe och Ernst Meyer. Juncus striatus ingår i släktet tåg, och familjen tågväxter. Inga underarter finns listade i Catalogue of Life.